# Petjorskij rajon
Petjorskij rajon (russisk: Печорский район, tr. Petjorskij rajon) er en af 24 rajoner i Pskov oblast Rusland. Rajonen er beliggende i den nordvestlige del af oblasten og grænser mod nordøst til Pskovskij rajon, mod sydøst til Palkinskij rajon, mod sydvest til Alūksne kommune i Letland, mod nordvest til Võrumaa og Põlvamaa amter i Estland. Rajonen ligger ved Peipussøens sydlige bred, og har 18.602(2023) indbyggere, samt et areal på 1.251 km². Rajonens administrative center er byen Petjory, hvor mere end halvdelen (50,6%) af rajonens indbyggere bor.

## Historie
Historisk set blev området først nævnt i Nestorkrøniken, som beskriver, at Truvor, en legendarisk bror til Rurik, den første fyrste af Rus', blev den prins af Izborsk i 862. Den nutidige videnskabelige fortolkning benægter eksistensen af Truvor, men under alle omstændigheder var området allerede en del af Rus' i 800-tallet. Senere kom området under Pskov, og i 1510, sammen med Pskov, blev det en del af Storfyrstendømmet Moskva. 